# Storkenkopf

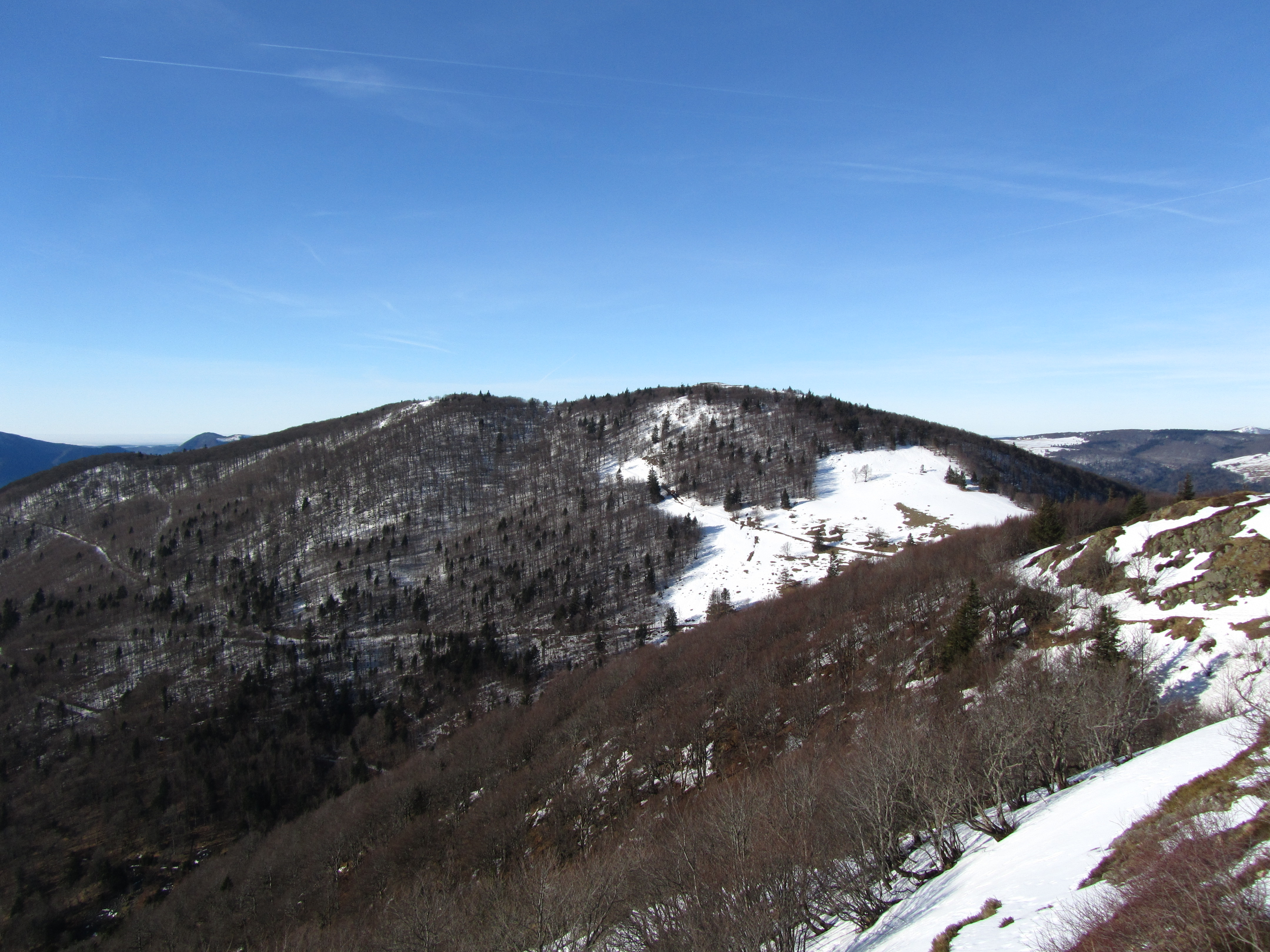
Le Storkenkopf

O Storkenkopf ("cabeça de cegonha" em  alemão e em alsaciano) é uma montanha da cordilheira Vosges, no nordeste da França. É o segundo maior pico da cordilheira, com 1366 m de altitude.